# 초퍼 제어

초퍼로서 바이브레이터를 사용하는 인버터 구조

쵸퍼 제어(Chopper 制御)란 전류의 흐름을 ON-OFF 반복한 것을 통해 직류 또는 교류의 전원으로부터 실효가로서 임의의 전압이나 전류를 인위적으로 만들어 낸 전원 회로의 제어 방식이다. 주로 전동차용 주전동기인 직류전동기의 제어나 직류 안정화 전원(AC 어댑터) 등에 이용된다.

## 다른 이름
- 스위칭: 직류 입력 직류 출력의 경우
- 정류기 (컨버터·순서 변환기): 교류 입력 직류 출력의 경우
- 교류 초퍼: 교류 입력 교류 출력의 경우

## 특징
저항제어에 비해, 열에 의한 에너지의 손실이 적다. 제어 소자로는 사이리스터 등을 이용한다. 특히 전동차의 경우 전기 제동시 발생하는 에너지를 전력선으로 돌려보내는 회생 제동의 사용이 완벽하게 가능하다는 것이 특징이다.
ON-OFF를 반복하는 것으로 인해 노이즈가 발생하기 때문에, 안정화 전원 등에서는 2중 노이즈필터를 이용하는 것이 많다.
대한민국의 전동차에는 주로 주 제어회로에 가변 전압 가변 주파수 제어 방식이 많이 사용되나 일본 등에서는 저항제어의 주 제어회로에 부가적으로 초퍼제어등을 사용하여 회생제동이 가능하도록 하는 계자첨가 여자제어나 계자 초퍼 제어 기술 등이 1990년대까지 사용되었다. 이는 사이리스터 초퍼 제어보다 차량 비용 및 보수 비용이 저렴하면서도 회생제동의 사용이 가능한 점 때문에, 각 운영회사의 통근형 전동차 등에 많이 사용되었다.

## 같이 보기
- 계자 초퍼 제어
- 전기자 초퍼 제어
- 서울특별시 지하철공사 4000호대 초퍼제어 전동차